# Lotta libera ai Giochi della XIX Olimpiade - Pesi welter
La competizione della categoria pesi welter (fino a 78 kg) di lotta libera dei Giochi della XIX Olimpiade si è svolta dal 17 al 20 ottobre 1968 all'Arena Insurgentes di Città del Messico.

## Formato
Ad ogni incontro venivano assegnate penalità secondo il risultato.
Con sei penalità o più il lottatore veniva eliminato.

## Risultati
| Legenda                                  | Legenda |
| ---------------------------------------- | ------- |
| Lottatore con 6 penalità o più Eliminato |         |

### 1º Turno
Si è disputato il 17 ottobre
| Vincitore           | Pen. | Risultato   | Sconfitto        | Pen. |
| ------------------- | ---- | ----------- | ---------------- | ---- |
| Yury Shakhmuradov   | 0    | Schienata   | Mukhtiar Singh   | 4    |
| Brian Heffel        | 0    | Schienata   | Wesley O'Brien   | 4    |
| Angel Sotirov       | 1    | Ai Punti    | Dagvasuren Purev | 3    |
| Károly Bajkó        | 1    | Ai Punti    | Tony Shacklady   | 3    |
| Ali Mohammad Momeni | 0    | Superiorità | Kayum Ayub       | 3,5  |
| Martin Heinze       | 1    | Ai Punti    | Carlos Romero    | 3    |
| Seo Yong-Seok       | 1    | Ai Punti    | Osvaldo Ferrari  | 3    |
| Mahmut Atalay       | 1    | Ai Punti    | Steve Combs      | 3    |
| Daniel Robin        | 1    | Ai Punti    | Jimmy Martinetti | 3    |
| Tatsuo Sasaki       | 0    | Esentato    |                  |      |

### 2º Turno
Si è disputato il 18 ottobre
| Vincitore           | Pen. | Risultato   | Sconfitto        | Pen. |
| ------------------- | ---- | ----------- | ---------------- | ---- |
| Tatsuo Sasaki       | 0    | Schienata   | Mukhtiar Singh   | 8    |
| Yury Shakhmuradov   | 0,5  | Superiorità | Brian Heffel     | 3,5  |
| Angel Sotirov       | 1    | Schienata   | Wesley O'Brien   | 8    |
| Dagvasuren Purev    | 3    | Schienata   | Tony Shacklady   | 7    |
| Ali Mohammad Momeni | 1,5  | Ai Punti    | Károly Bajkó     | 4    |
| Martin Heinze       | 1    | Squalifica  | Kayum Ayub       | 7,5  |
| Seo Yong-Seok       | 1    | Schienata   | Carlos Romero    | 7    |
| Mahmut Atalay       | 1,5  | Superiorità | Osvaldo Ferrari  | 6,5  |
| Steve Combs         | 4    | Ai Punti    | Jimmy Martinetti | 6    |
| Daniel Robin        | 1    | Esentato    |                  |      |

### 3º Turno
Si è disputato il 19 ottobre
| Vincitore         | Pen. | Risultato | Sconfitto           | Pen. |
| ----------------- | ---- | --------- | ------------------- | ---- |
| Tatsuo Sasaki     | 1    | Ai Punti  | Daniel Robin        | 4    |
| Yury Shakhmuradov | 1,5  | Ai Punti  | Angel Sotirov       | 4    |
| Dagvasuren Purev  | 3    | Schienata | Brian Heffel        | 7,5  |
| Károly Bajkó      | 5    | Ai Punti  | Martin Heinze       | 4    |
| Mahmut Atalay     | 2,5  | Ai Punti  | Ali Mohammad Momeni | 4,5  |
| Steve Combs       | 5    | Ai Punti  | Seo Yong-Seok       | 4    |

### 4º Turno
Si è disputato il 19 ottobre
| Vincitore           | Pen. | Risultato  | Sconfitto         | Pen. |
| ------------------- | ---- | ---------- | ----------------- | ---- |
| Daniel Robin        | 4    | Squalifica | Yury Shakhmuradov | 5,5  |
| Angel Sotirov       | 5    | Ai Punti   | Tatsuo Sasaki     | 4    |
| Dagvasuren Purev    | 4    | Ai Punti   | Károly Bajkó      | 8    |
| Ali Mohammad Momeni | 5,5  | Ai Punti   | Martin Heinze     | 7    |
| Mahmut Atalay       | 2,5  | Schienata  | Seo Yong-Seok     | 8    |
| Steve Combs         | 5    | Esentato   |                   |      |

### 5º Turno
Si è disputato il 20 ottobre
| Vincitore           | Pen. | Risultato  | Sconfitto         | Pen. |
| ------------------- | ---- | ---------- | ----------------- | ---- |
| Daniel Robin        | 5    | Ai Punti   | Steve Combs       | 8    |
| Tatsuo Sasaki       | 6,5  | = Parità = | Yury Shakhmuradov | 8    |
| Ali Mohammad Momeni | 6,5  | Ai Punti   | Angel Sotirov     | 8    |
| Mahmut Atalay       | 4,5  | = Parità = | Dagvasuren Purev  | 6    |

### Turno Finale
| Vincitore     | Pen. | Risultato | Sconfitto    | Pen. |
| ------------- | ---- | --------- | ------------ | ---- |
| Mahmut Atalay | 5,5  | Ai Punti  | Daniel Robin | 8    |

## Classifica finale
| Pos.    | Atleta              | Nazione          |
| ------- | ------------------- | ---------------- |
| Oro     | Mahmut Atalay       | Turchia          |
| Argento | Daniel Robin        | Francia          |
| Bronzo  | Dagvasuren Purev    | Mongolia         |
| 4       | Ali Mohammad Momeni | Iran             |
| 5       | Tatsuo Sasaki       | Giappone         |
| 6       | Yury Shakhmuradov   | Unione Sovietica |
| 7       | Angel Sotirov       | Bulgaria         |
| 7       | Steve Combs         | Stati Uniti      |
| 9       | Martin Heinze       | Germania Est     |
| 10      | Károly Bajkó        | Ungheria         |
| 10      | Seo Yong-Seok       | Corea del Sud    |
| 12      | Brian Heffel        | Canada           |
| 13      | Jimmy Martinetti    | Svizzera         |
| 14      | Osvaldo Ferrari     | Italia           |
| 15      | Tony Shacklady      | Gran Bretagna    |
| 15      | Carlos Romero       | Messico          |
| 17      | Kayum Ayub          | Afghanistan      |
| 18      | Wesley O'Brien      | Australia        |
| 18      | Mukhtiar Singh      | India            |